# Armia ekspedycyjna
Armia ekspedycyjna (przed II wojną światową: wojska lub siły ekspedycyjne) – część sił zbrojnych (wojska operacyjne) w składzie kilku związków taktycznych wojsk lądowych, lotniczych i marynarki wojennej państwa, koalicji państw lub sojuszu militarnego, przerzucona na terytorium innego państwa w celu przeprowadzenia operacji. Konkretny skład zależny jest od terenu operacji, sytuacji politycznej, sił nieprzyjaciela, zakładanych celów itp. Do zadań armii ekspedycyjnej może należeć udzielenie pomocy siłom sojuszniczym, opanowanie kluczowych regionów lub działania wojskowo-polityczne.